# Billy Boston

a Compétitions nationales et continentales officielles uniquement.

b Matchs officiels uniquement.
William John Boston dit Billy Boston, né le 6 août 1934 à Butetown (Pays de Galles), est un joueur international gallois et britannique de rugby à XIII évoluant au poste de centre et d'ailier dans les années 1950 et 1960.
Après une formation au rugby à XV à Pontypridd et Neath et en raison d'un racisme ambiant dans le rugby XV gallois ne lui permettant pas de revêtir le maillot du pays de Galles en raison de sa couleur de peau à l'instar d'un Clive Sullivan plus tard, en 1953, il opte pour le rugby à XIII à dix-neuf ans en s'engageant à Wigan, et y reste quinze années. Il y remporte le Championnat d'Angleterre en 1960 et la Challenge Cup en 1958, 1959 et 1965. Il clôt sa carrière par une ultime pige à Blackpool.
Parallèlement, il intègre la Grande-Bretagne et y obtient les honneurs avec un titre de Coupe du monde en 1960 et une seconde place en 1957.

## Biographie
Le rugby à XIII britannique l'honore d'une statue devant le stade de Wembley aux côtés de quatre illustres treizistes Gus Risman, Eric Ashton, Alex Murphy et Martin Offiah. Il est intégré également au temple de la renommée du rugby à XIII britannique en 1988, au temple de la renommée des sports du pays de Galles en 1990 et au temple de la renommée du club de Wigan.

## Palmarès
- Collectif :
  - Vainqueur de la Coupe du monde : 1960 (Grande-Bretagne).
  - Vainqueur du Championnat d'Angleterre : 1960 (Wigan).
  - Vainqueur de la Challenge Cup : 1958, 1959 et 1965 (Wigan).
  - Finaliste de la Coupe du monde : 1957 (Grande-Bretagne).
  - Finaliste du Championnat d'Angleterre : 1964 (Wigan).
  - Finaliste de la Challenge Cup : 1961, 1963 et 1966 (Wigan).